# Nantesbuch (Bad Heilbrunn)
Nantesbuch ist ein Ortsteil der Gemeinde Bad Heilbrunn im oberbayerischen Landkreis Bad Tölz-Wolfratshausen. Der Weiler liegt circa vier Kilometer nördlich von Bad Heilbrunn.

## Geschichte
Wie beim nahegelegenen Nantesbuch bei Penzberg geht der Ortsname auf den Personennamen Nandolt und -buchen zurück.
Zum 1. Mai 1978 wurde die eigenständige Gemeinde Schönrain aus dem Landkreis Bad Tölz aufgelöst. Einige Ortsteile wurden zu Königsdorf eingegliedert, andere wie Nantesbuch kamen zu Bad Heilbrunn.

## Baudenkmäler
Siehe: Liste der Baudenkmäler in Bad Heilbrunn#Andere Ortsteile
- Katholische Kapelle